# Książę Guéméné
Książę Guéméné – francuski tytuł szlachecki utworzony przez króla francuskiego Karola IX w 1570.

## Pochodzenie tytułu
Lenno Guéméné zostało nabyte 26 maja 1377 r. za 3400 złotych sous przez Jana de Rohan, wicehrabiego Rohanu. Ze swojego drugiego małżeństwa z Joanną z Nawarry, córką Filipa III z Nawarry, miał dwoje dzieci. Jego syn Alain został wicehrabią Rohan (jednak linia ta wygasła w 1527 roku), natomiast najmłodszy syn Karol otrzymał imię Guéméné.
Karol był założycielem linii Rohan-Guéméné. Z tej linii pochodzi dom książąt Soubise (założony przez Franciszka de Rohan) i Rochefort (pochodzących od Karola księcia Rochefort, syna Karola de Rohan). 
We wrześniu 1570 r. Ludwik VI otrzymał tytuł księcia Guéméné.

## Panowie na Guéméné
- Jan de Rohan
- Karol de Rohan (1375-1438)
- Ludwik I (? -1457)
- Ludwik II (? -1508)
- Ludwik III (? -1498)
- Ludwik IV (? -1527)
- Ludwik V (1513-1557)
- Ludwik VI (1540-1611)

## Książęta Guéméné
- Ludwik VI  de Rohan (1540-1611), mąż Eleonory de Rohan

Po utworzeniu księstwa Montbazon i nadania księciu tytułu Para Francji, książę Guémené był uważany za następcę księcia Montbazon, jednak większość książąt nie nosiła tego tytułu.
- Ludwik VII de Rohan (1562-1589) książę Montbazon, syn powyższego
- Herkules de Rohan; mąż Madeleine de Lenoncourt; syn powyższego
- Karol II de Rohan (1633-1699) syn powyższego; mąż Joanny Armandy de Schomberg, córki Henryka de Schomberg;
- Karol III de Rohan (1655-1727) syn powyższego; mąż Mari Anny d'Albert, a następnie Charlotty Elżbiety de Cochefilet;
- Franciszek Armand de Rohan (1682-1717) syn powyższego; mąż Ludwiki Juli de La Tour d'Auvergne, córki Godfryda Maurycego de La Tour d'Auvergne i Mari Anny Mancini;
- Herkules Mériadec de Rohan (1688-1757) brat powyższego; mąż Ludwiki Gabrielli Juli de Rohan, córki Herkulea Mériadec, Księcia Rohan-Rohan i Anny Geneviève de Lévis;
- Juliusz de Rohan (1726-1800) syn powyższego; mąż Marii Ludwiki de La Tour d'Auvergne, córki Karola Godfryda de La Tour d'Auvergne i Marii Karoliny Sobieskiej;
- Henryk Ludwik de Rohan syn powyższego; mąż Wiktorii de Rohan, córki Karola de Rohan, księcia Soubise i Anny Teresy Saubadzkiej;
- Karol Alain Gabriel de Rohan (1764-1836) syn powyższego;
- Ludwik Wiktor Meriadec de Rohan (1766-1846) brat powyższego;
- Kamil Filip Józef de Rohan (1800-1892) bratanek powyższego;
- Alain Benjamin Artur de Rohan (1853-1914) bratanek powyższych;
- Alain Antoni Józef de Rohan (1893-1976) syn powyższego;
- Karol Alain Albert de Rohan (1934-2008) bratanek powyższego.
- Albert Maria de Rohan (1936 -) brat powyższego.

## Książęta Bouillon
Były książę Guéméné miał również prawa do księstwa Bouillon. W 1816 roku na kongresie wiedeńskim zdecydowano, że rodzina jest prawowitym spadkobiercą księstwa, które było własnością rodu La Tour d'Auvergne. Dzięki małżeństwu Henryka Ludwika de Rohan i Marii Ludwiki de La Tour d'Auvergne w 1743 roku, książęta Guéméné byli potomkami rodziny La Tour d'Auvergne dzięki Marii Ludwice, której bratanek Jakub de La Tour d'Auvergne (syn brata księcia de Bouillon i Mademoiselle de Marsan), był ostatnim księciem Bouillon.